# O-50 (Turkije)
De O-50 of Otoyol 50 (Autosnelweg 50) is een autosnelweg in Turkije. De autosnelweg is 23 kilometer lang en verbindt als ring van de stad Adana de O-51 met de O-52.
O-1 · 
O-2 · 
O-3 · 
O-4 · 
O-5 · 
O-6 · 
O-7 · 
O-20 · 
O-21 · 
O-21A · 
O-22 · 
O-30 · 
O-31 · 
O-32 · 
O-33 · 
O-50 · 
O-51 · 
O-52 · 
O-53 · 
O-54 · 
O-57